# عدنان عضوم
عدنان محمد عضوم (مواليد بيروت، 1941) هو قاضي لبناني سني، ومدعي عام التمييز، وسياسي موالي لسوريا ، ووزيرًا للعدل سابقاً. كان معروفًا أنه لعب دورًا رئيسيًا في دفع النفوذ السوري إلى مجلس النواب اللبناني.

## سيرة شخصية
ولد في المصيطبة ببيروت في 10 كانون الثاني 1941 لأب سوري مهاجر إلى لبنان تم تجنيسه فيما بعد،  ولا يزال معظم أقاربه يعيشون في شمال سوريا. والدته من حوش العبيد شمال لبنان. كان والداه يمتلكان متجراً في سوق بيروت لبيع المنتجات الغذائية السورية المستوردة.
تخرج في القانون من الجامعة اللبنانية عام 1965،  ثم تدرب كقاضيًا في معهد التعليم القضائي. وسرعان ما ارتقى في رتب القضاء، كما أنه كان يتعامل مع المنظمات الفلسطينية خلال الحرب الاهلية ، قبل أن يتم تعيينه نائبًا عامًا للتمييز في 1995،  بعد تدخل غازي كنعان رئيس المخابرات العسكرية السورية في لبنان.
في تشرين الأول 2004 عُيّن وزيراً للعدل  في حكومة عمر كرامي. خلال تلك الفترة، قام بملاحقة وسجن العديد من المعارضين للاحتلال السوري في لبنان.
كان عضوم يشارك في اجتماعات الشخصيات الموالية لسوريا. بعد اغتيال رفيق الحريري في 14 شباط 2005، وبعد خروج القوات السورية من لبنان، أقالته حكومة نجيب ميقاتي من منصبه لتعيين قريب الحريري.

## ثروة
مثل العديد من كبار المسؤولين في لبنان، جمع ثروة كبيرة على مر السنين، بلغت قيمتها حوالي 5-6 ملايين دولار.